# Stefan Rößle

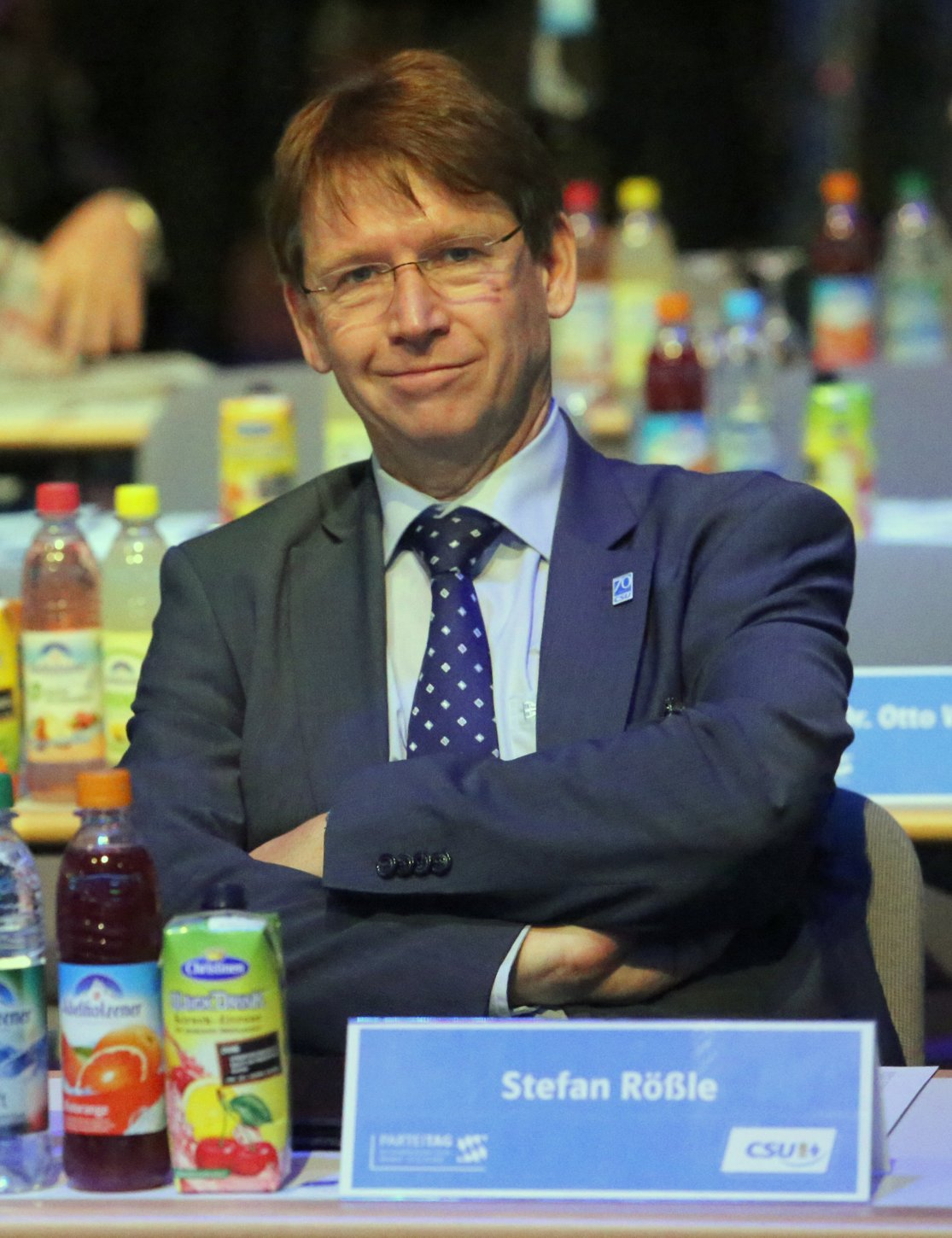
Stefan Rößle (November 2015)

Stefan Rößle (* 16. März 1964 in Oberndorf am Lech) ist ein deutscher Politiker (CSU) und seit 2002 Landrat des Landkreises Donau-Ries. Rößle ist Landesvorsitzender der Kommunalpolitischen Vereinigung Bayern (KPV) und Mitglied im Parteivorstand der CSU.

## Leben
Nach Beendigung des Gymnasiums studierte er am Fachbereich Polizei der Beamtenfachhochschule und wurde Diplom-Verwaltungswirt (FH). Rößle schlug eine Polizeilaufbahn ein und ging zur Bereitschaftspolizei Eichstätt. Während dieser Tätigkeit war er Dienstgruppenleiter bei der Polizeiinspektion Neuburg an der Donau, arbeitete in der Polizeidirektion Ingolstadt, im Polizeipräsidium Oberbayern, in der Dienststelle für überregionale Kriminalität Augsburg und war zuletzt Kriminalhauptkommissar im Bereich organisierte Kriminalität.
Rößle war von 1996 bis 2002 Erster Bürgermeister seiner Heimatgemeinde Oberndorf am Lech. Seit 2002 ist er Landrat des Landkreises Donau-Ries. Bei den bayerischen Kommunalwahlen im März 2008, im März 2014 und im März 2020 wurde er jeweils im Amt bestätigt. Rößle war Mitglied der Bundesversammlungen 2012 und 2017.
Rößle ist römisch-katholisch, verheiratet und hat fünf Kinder. Schlagzeilen machte er 2008, als er als erster deutscher Landrat für zwei Monate in Elternzeit ging.
Entgegen der damals geltenden Priorisierung wurde er bereits Anfang 2021 gegen COVID-19 geimpft. Durch die Regierung von Schwaben wurde anschließend bestätigt, dass dabei jedoch kein erkennbarer Verstoß gegen die Impfreihenfolge vorgelegen habe. 
Am 4. November 2024 hat er mitgeteilt, dass er sich bei den Kommunalwahlen in Bayern 2026 nicht mehr um eine Wiederwahl als Landrat bewerben wird.

## 1000 Schulen für unsere Welt
Rößle ist Ideengeber von „1000 Schulen für unsere Welt“, einer Gemeinschaftsinitiative der kommunalen Spitzenverbände in Deutschland und gehört zu den drei wichtigsten Akteuren – zusammen mit dem Schirmherrn Gerd Müller, ehemals Bundesminister für wirtschaftliche Zusammenarbeit und Entwicklung und jetzt Generaldirektor der Organisation der Vereinten Nationen für industrielle Entwicklung (UNIDO), sowie dem Projektpartner „Fly & Help Stiftung“. Einen Schulbau in Malawi, sowie inzwischen zwei weitere Projekte hat er persönlich finanziert. Aus der Idee, 10 Schulen durch Spenden aus dem Landkreis Donau-Ries zu finanzieren, sind bereits fast 200 Schulbauprojekte angestoßen worden (Stand 2022).